# 할슈타인 독트린
할슈타인 독트린(영어: Hallstein Doctrine)이란 서독의 발터 할슈타인이 1955년 9월 22일에 내세운 외교 원칙으로, 서독만이 독일의 유일한 합법 정부이며, 독일 민주 공화국(동독)을 승인하거나 동독과 수교하는 국가(소련 제외)와는 관계를 설정하지 않겠다는 정책이다. 하지만 1970년대에 빌리 브란트가 동방 정책을 추진함에 따라 사실상 이 원칙은 무력화되었다.

## 같이 보기
- 유일한 합법 정부
- 울브리히트 독트린
- 자석 이론 (Magnet Theory, '힘의 우위' 정책 ('힘의 우위'에 바탕을 둔 통일 정책))
- 동방 정책 (접근을 통한 변화 (Transformation through Rapprochement), 작은 걸음 정책 (Small Step Policy))
- 동서독 정상회담
- 동서독 기본 조약
- 동서독 동시 유엔 가입
- 동유럽 혁명
- 범유럽 피크닉
- 동독 월요 시위
- 베를린 장벽 붕괴
- 독일관련 최종해결에 관한 조약 (2+4 조약)
- 독일의 재통일
- 하나의 중국

## 문학
Torben Gülstorff: Trade follows Hallstein? Deutsche Aktivitäten im zentralafrikanischen Raum des Second Scramble. Humboldt-Universität zu Berlin, Berlin 2016.